# 湯浅卓雄
湯浅 卓雄（ゆあさ たくお、1949年7月27日 - ）は、日本の指揮者。

## 経歴
1949年に大阪府で生まれる。1968年に同志社香里高等学校卒業後シンシナティ大学音楽学部作曲理論科とウィーン国立音楽大学指揮科で音楽を学び卒業する。指揮者として、1976年にウィーン・トーンキュンストラー管弦楽団を指揮してデビュー。その後、ワルシャワ国立フィルハーモニー交響楽団、ポーランド国立放送交響楽団などを指揮する。1984年に群馬交響楽団指揮者となる。1989年から1994年までBBCスコティッシュ交響楽団首席客演指揮者、1997年から2005年まで英国・アルスター管弦楽団首席客演指揮者。
以上の交響楽団との共演以外に、ロンドン・フィルハーモニー管弦楽団、ロイヤル・リヴァプール・フィルハーモニー、BBCウェールズ・ナショナル管弦楽団、ハレ管弦楽団、ボーンマス響、ロイヤル・スコティッシュ・ナショナル管弦楽団などイギリスの主要オーケストラを指揮した。また、アイルランド国立交響楽団、オスロ・フィルハーモニー管弦楽団、ノルウェー放送管弦楽団、デンマーク放送交響楽団、ラハティ交響楽団、ベルリン交響楽団、ザグレブ・フィルハーモニー管弦楽団、ルクセンブルク・フィル、シドニー響、ニュージーランド響、スコティッシュ・オペラ、フランス国立管弦楽団、ブリュセル・フィル、スペイン放送交響楽団、ストラスブール・フィルハーモニー管弦楽団、ポルト国立交響楽団などを指揮している。
東京芸術大学名誉教授。娘は歌手の美千歌（MIYU）。

## 受賞歴
- 1979年：フィテルベルク国際指揮者コンクール 入賞。